# Крапець (Добрицька область)
Кра́пець (болг. Крапец) — село в Добрицькій області Болгарії. Входить до складу общини Шабла.

## Населення
За даними перепису населення 2011 року у селі проживала 301 особа, з них 287 осіб (97,6%) — болгари.
Розподіл населення за віком у 2011 році:
Динаміка населення: